# Through the Years
Through the Years is een album van de Britse progressieve-rockband Jethro Tull, uitgebracht in 1997. Dit album is een uitgave van de EMI-Gold-reeks, een serie verzamelalbums van EMI's bestverkopende artiesten.

## Nummers
1. Living in the Past (live)
2. Wind-Up
3. War Child
4. Dharma for One
5. Acres Wild
6. Budapest
7. The Whistler
8. We Used to Know
9. Beastie
10. Locomotive Breath (live)
11. Rare and Precious Chain
12. Quizz Kid
13. Still Loving You Tonight